# 1607 Mavis
1607 Mavis (1950 RA) là một tiểu hành tinh vành đai chính được phát hiện ngày 3 tháng 9 năm 1950 bởi E. L. Johnson ở Johannesburg (UO).